# 米兰科·雷诺维察
米兰科·雷诺维察（1928年10月19日—2013年11月2日），波黑塞尔维亚族，是南斯拉夫社会主义联邦共和国的党和国家领导人，南斯拉夫共产主义者联盟中央委员会主席团主席，波斯尼亚和黑塞哥维那社会主义共和国执行委员会主席。

## 生平
1928年，出生于波斯尼亚和黑塞哥维那东萨拉热窝索科拉茨巴尔蒂奇。
1974年，任波黑执行委员会主席。
1984年，任波黑主席团主席。
1986年，南共十三大，为南共中央委员、中央主席团委员。6月，任南共中央委员会主席团主席、南斯拉夫联邦主席团、联邦主席团国防委员会法定委员。
1992年，南斯拉夫解体，回家乡巴尔蒂奇居住。
2013年，在捷克布拉格去世。